# Storia di Atessa

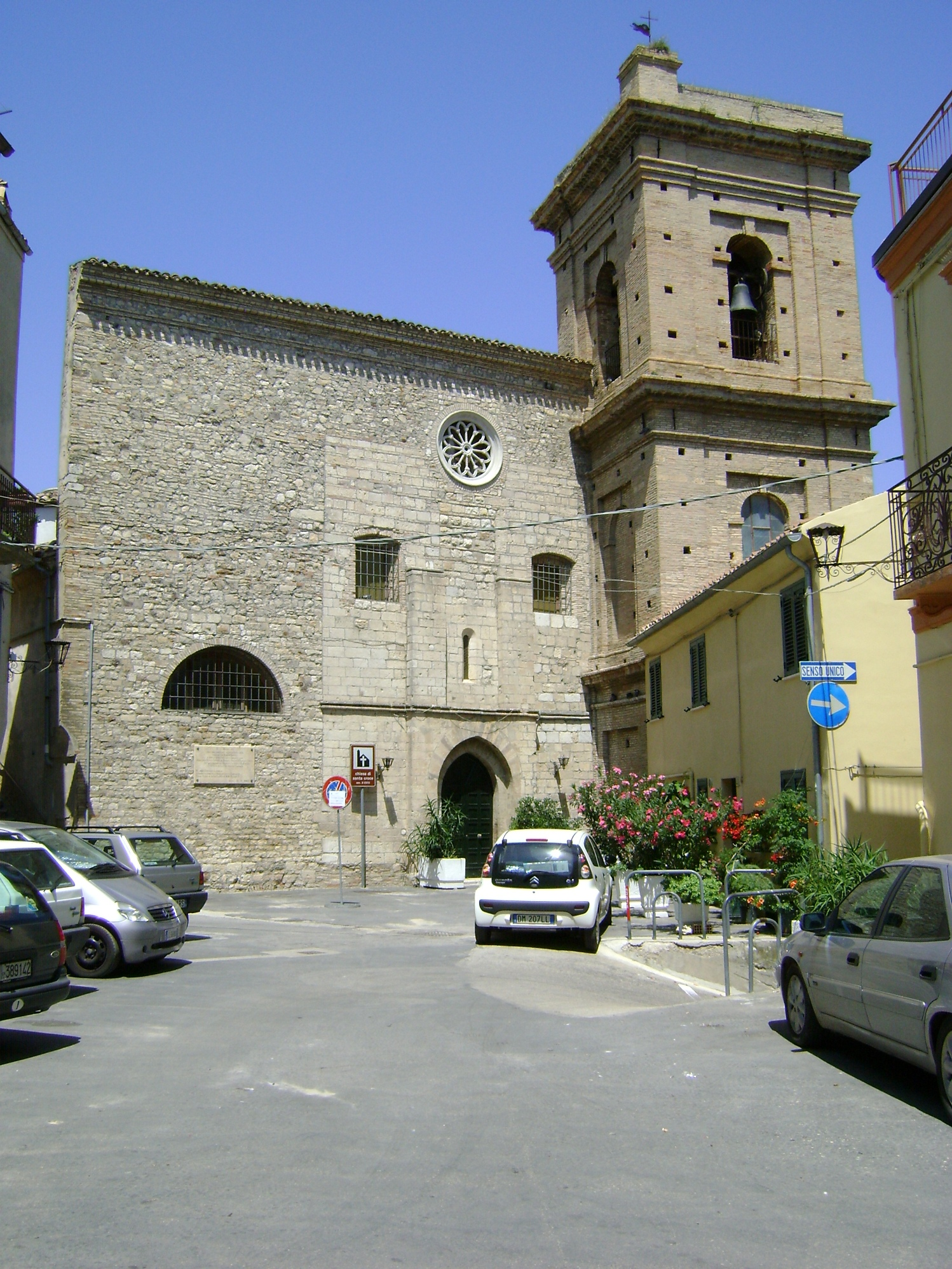
La chiesa di Santa Croce, una delle più antiche di Atessa

## Insediamenti antichi intorno Atessa

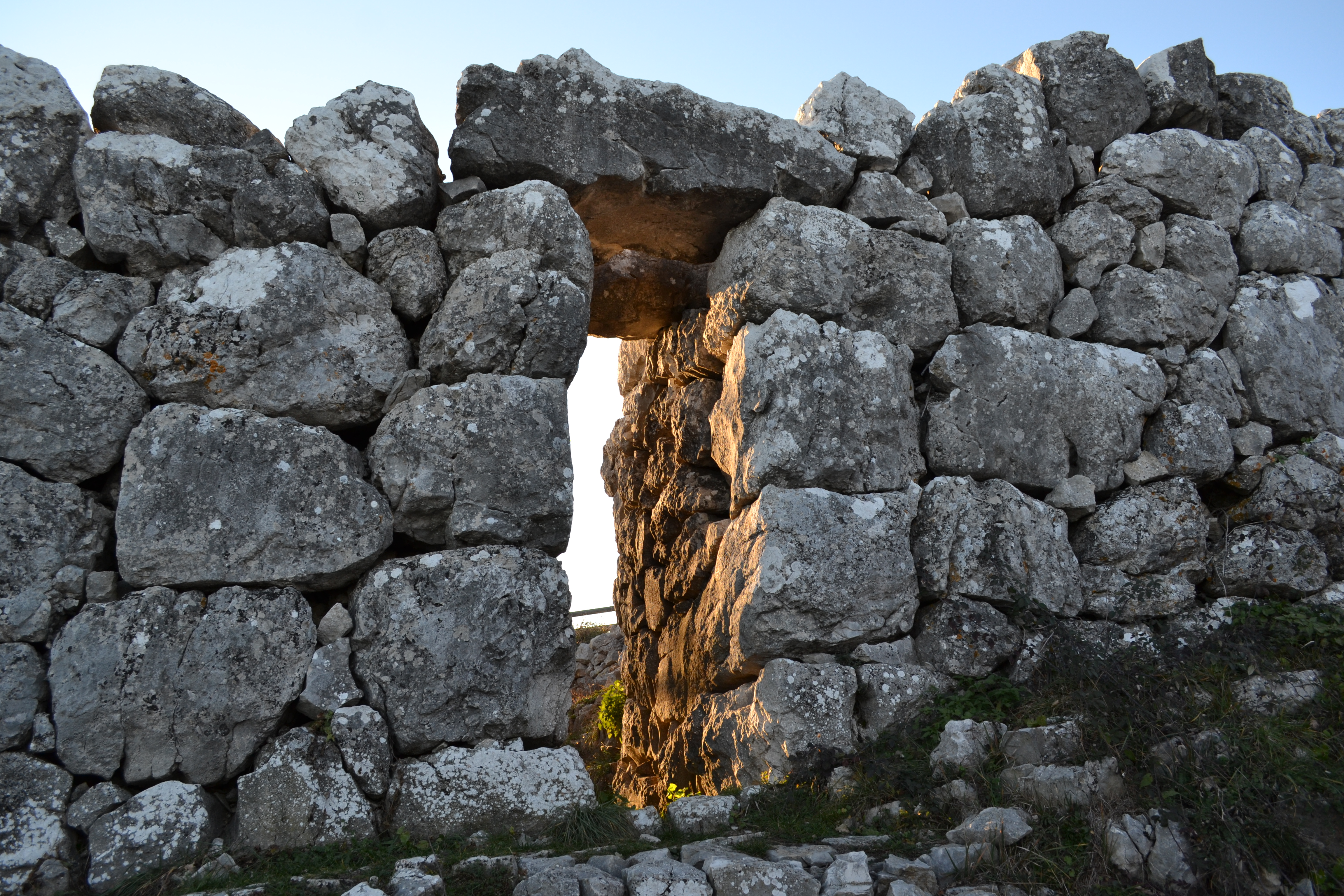
Mura di Pallanum

La zona della Val di Sangro è stata abitata sin dalla preistoria, come dimostrano i ritrovamenti vallivi nelle località di Porcari di Atessa, Serre-Marcianese di Lanciano, Castello di Sette, Pallano, Monteclo di Sant'Eusanio, le contrade di Castelfrentano. I nuclei erano piccoli villaggi sparsi votati alla pastorizia e al commercio. Le prime notizie di insediamenti presso l'area atessana si hanno dai ritrovamenti della località Lago Nero, nei pressi di Monte Pallano, vicino alla città fortificata di Pallanum. Un documento del 1894 conservato presso l'archivio di San Leucio parla di "insediamento pelasgico", ossia Pallano, con 5 ordini di mura sovrapposte, che le rendeva molto simili agli insediamenti fortificati di Alatri, Ferentino e Norba. Fatto sta che i primi insediamenti fossero prettamente fortificati, sorti alle pendici della montagna maggiore della vallata, per difendersi da attacchi. Tali stazioni paleolitiche sono evidenti non solo nella zona del Sangro, ma anche presso la Majella, come la "grotta del Colle" di Rapino, Colle Tondo, Calvario. L'insediamento di Largo Nero risalirebbe a circa 1800 anni fa, e sono stati trovati reperti ossei e tracce di piccoli focolari domestici.
Nell'epoca pre-sabellica, ossia quando i nativi italici dominavano ancora la zona (XI-VIII secolo a.C.), si ha la testimonianza di altri insediamenti sparsi in contrada Sant'Amico di Archi, ossia Fonte Tasca, alle pendici del torrente Appello, oggetto di scavi archeologici da parte dell'Università degli Studi di Pisa. 

### Pallanum di Tornareccio
Il villaggio risale all'età del bronzo, è stata calcolata l'area di un fossato di 200 mq, largo 5 metri e profondo 2, probabilmente area di deposito e di scarico della cittadina. Tra i reperti c'è vasellame, oggetti tipici della lavorazione contadina, rocchetti di fili, mazze, zappe, fibule, che testimoniano la vocazione locale alla pastorizia, ma anche alla guerra per la difesa del territorio. Non è da escludere che il villaggio di Fonte Tasca a partire dall'VIII secolo a.C. sia venuto in contatto con i Fenici, data la vicinanza della zona al mare, poiché esempio di quest'incontro si ha nella non distante necropoli di Comino a Guardiagrele, con la testimonianza plurisecolare di sepolture principesche di personaggi importanti.

In quest'epoca sorse la cittadella di Pallanum alle pendici del Monte, oggi nel comune di Tornareccio, prima di un vasto nucleo di piccoli insediamenti cinti da mura, come Civita di Danzica a Rapino, Juvanum di Montenerodomo, Monte Maio, Monte Pidocchio, Monte Moresco, Castellano di Lettopalena

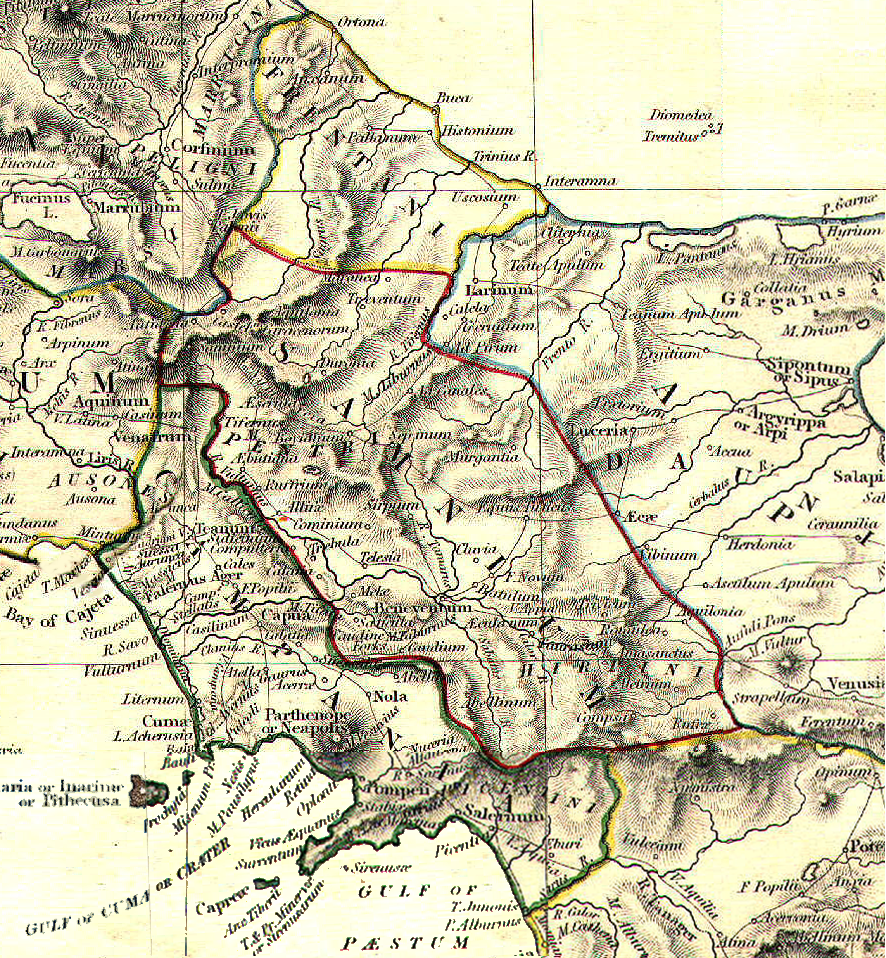
Mappa dell'antico Sannio: nella parte nord ci sono i territori dei Peligni e dei Frentani con la città fortificata di Pallanum

Circa dal VI secolo a.C. in poi si hanno notizie e testimonianze più concrete dei villaggi italici situati a Monte Pallano, quando i nativi sangritani vennero sostituiti dalla colonizzazione italica dei Sanniti, la cui tribù stanziatasi nel Sangro prese il nome di Frentani. Tra i ritrovamenti ci sono una moneta con la scritta FRENTREI e un piatto di ceramica on la scritta SVINKLEIS SUO.
Probabilmente sui due colli dove oggi orge Atessa i Frentani crearono un primo villaggio, visti i ritrovamenti su Colle San Giorgio e nell'area di San Pietro; presso Lago Valignani vennero ritrovate ceramiche e mura di una casa colonica, a Fontecampana una collana composta da maglia di bronzo.
Con la conquista romana nel I secolo a.C., ipotizza Tommaso Bartoletti, anche se alcuni storici contemporanei lo smentiscono, il villaggio italico sarebbe stato trasformato in un municipium, come dimostrerebbero alcune tracce che lasciano chiaramente intendere l'impianto della città con cardi e decumani: corso Vittorio Emanuele, via Santa Croce (poi Menotti de Francesco), via della Vittoria, via Belvedere (ex via San Michele), un'arx sacra dove si veneravano divinità romane come Minerva ed Ercole, e anche un anfiteatro. Queste notizie sono state messe in discussione perché non sono stati trovati consistenti reperti archeologici da dimostrare l'esistenza di una città vera e propria in loco, come asserisce Bartoletti, prendendo spunto da altri trattatelli storiografici anonimi del XVI-XVII secolo che si concentrano sulle origini italiche di Atessa; tanto che oggi si pensa che Atessa fosse sorta sopra delle fortificazioni longobarde, corrispondenti al torrione della chiesa di San Michele (Largo Torretta) ed a quello della chiesa di Santa Croce.
Nel 1977 in località Porcari fu trovato il sito archeologico più cospicuo della zona atessana: un santuario italico con un tempietto “in antis” senza podio, con cella pavimentata. I frammenti ceramici rinvenuti sono scarsi, e di interesse è un bronzetto che rappresenta un giovane nudo, impugnante una lancia, e con un mantello sulle spalle. Dalle analisi il bronzetto sembra non essere stato fabbricato in loco, ma importato dalla Magna Grecia.

## Alto Medioevo

### Le origini longobarde

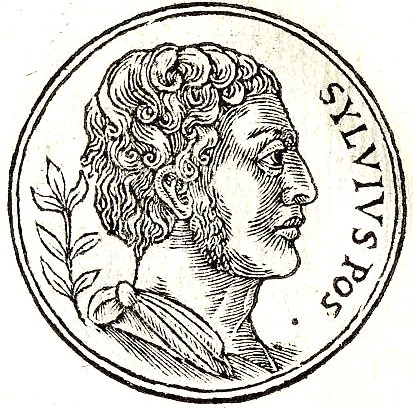
Ritratto immaginario di Silvio, figlio di Enea, ipotetico fondatore mitico di Atessa

Secondo le ipotesi localo, ossia fonti di autori anonimi del XVI secolo ripresi da padre Tommaso Bartoletti nei suoi studi, e citati anche di recente da Cristina Ceccarelli (Storie locali dell'Abruzzoon età moderna, Deputazione abruzzese di Storia Patria,  2014), le origini di Atessa risalirebbero al VI secolo d.C., ai tempi della caduta dell'Impero romano d'Occidente. 
Tuttavia solo alcuni reperti e qualche iscrizione testimoniano presente preromane nei dintorni della città. La prima citazione ufficiale do un abitato risale al X secolo, con le fonti dei benedettini (la Cronaca di Farfa e il Memoratorium di Bertario), che ebbero giurisdizione per diversi secolisulle chiese, specialmente su san Leucio e il monastero  di Santo Stefano in Lucana. 
Il nome della città deriva, secondo la leggenda locale, da quelli del due primi nuclei abitativi, sul monte Ate e sul monte Tixa. Tommaso Bartoletti (1764-1847) storico e prete della città, riferisce, seguendo la solita leggenda, negli "Annali di Atessa", che il nome attuale deriverebbe da "Athys" Silvio, figlio di Enea, giunto nella zona del Sangro per fondare città e bonificare la "selva" adiacente. Questa spiegazione è stata tradotta da Bartoletti da un testo perduto del Cinquecento,  all'epoca in cui la città era nota come Athyssa.
Si ritiene che la parte più antica della città sia il colle del quartiere San Michele, appunto "Ate", toponimo significante "altura", dove fu eretta la torre in Largo Torretta. I Longobardi nel 647 d.C. sottrassero ai Bizantini il ducato di Benevento e dunque nella Langobardia Minor inserirono tra i loro possedimenti anche l'Abruzzo, conquistando Lanciano e Atessa. Il culto molto forte dei longobardi per San Michele Arcangelo li spinse ad edificare sul monte Ate una delle prime chiese della città, appunto dedicata al Santo, insieme a un primo insediamento fortificato riscontrabile nell'attuale largo Torretta, in perfetto allineamento con le mura di Pallano, Torre di Archi (oggi castello baronale), Torre di Perano, eccetera, tutti villaggi sorti su piccole alture o creste montuose che fanno riferimento al piccolo del Monte Pallano. Nei secoli successivi (IX-X), l'insediamento della torretta di Ate si espanderà lungo l'attuale via Belvedere, verrà costruita Porta San Michele (o Porticella), e scenderà con le mura verso il declivio che volge verso il mare, dall'attuale corso Vittorio Emanuele a piazza Garibaldi (piazza Mercato), verso l'insediamento di Casalbordino, già importante stazione di traffici durante il governo romano.
Benché la chiesa di San Michele oggi sia stata ampiamente rimaneggiata, con i restauri del XVIII secolo e del XIX secolo sulla facciata, lo storico Tommaso Bartoletti, priore della chiesa, rinvenne un reperto lapideo presso il fonte battesimale molto antico, facendone oscillare la realizzazione tra il VI secolo e l'860 d.C.
L'altro piccolo nucleo chiamato "Tessa o Thyssa" è il quartiere Santa Croce, dal nome della chiesa parrocchiale che si trova sulla punta occidentale del colle, provvista di una robusta torre campanaria, che sarebbe stata la torretta longobarda inglobata; secondo altri la torretta doveva stare in Largo Castello. Anche questo quartiere, dapprima provvisto di orti, coi secoli si sviluppò, arrivando a occupare l'area di via Menotti De Francesco, via della Vittoria, fino a Porta Santa Margherita, e a riunirsi nello spiazzo del convento di San Domenico con il quartiere Ate, passando per l'altura della chiesa di San Leucio.

### La leggenda di San Leucio

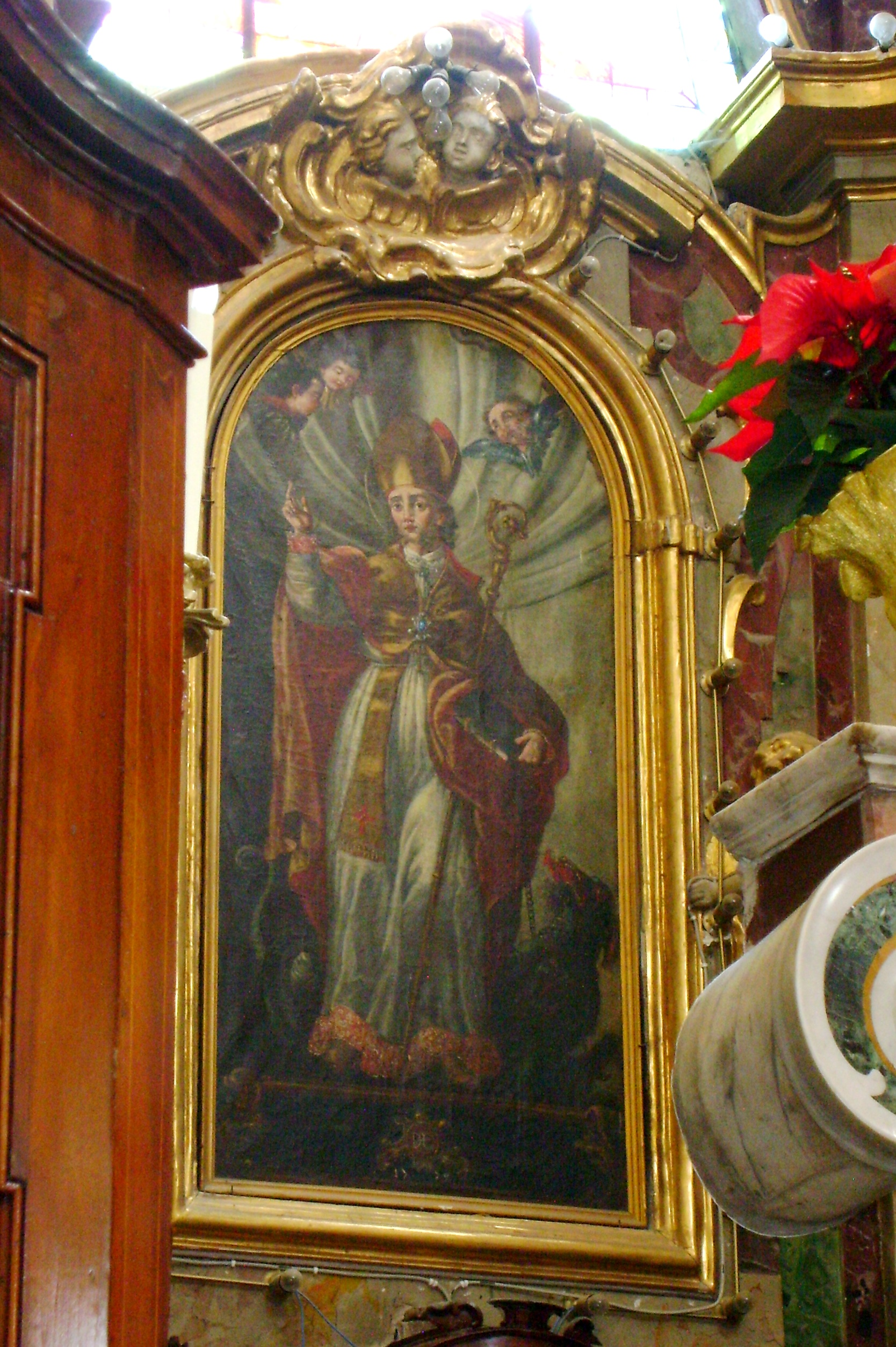
Dipinto di San Leucio conservato nel Duomo

La storia dell'unione dei due villaggi longobardi di Ate e Tixa, da cui il nome "Atessa", fa riferimento a una leggenda molto antica, legata al patrono della città San Leucio d'Alessandria. Si sviluppò esattamente durante il tardo periodo longobardo (IX secolo), come dimostra la fondazione della chiesa di San Leucio intorno a questo periodo, e all'immediata venerazione dei cittadini verso il santo.
Il villaggio di Ate si presume fosse il più antico, situato sul monte sud della città attuale, mentre Tixa si trovava a nord, oggi quartiere Santa Croce, villaggi separati da una valle paludosa e mefitica, dove abitava un pericoloso drago (secondo alcuni in una cava dove oggi sorge la chiesa di San Giovanni). Due fiumi: l'Osento e il Pianello (o Sangro) formavano numerosi acquitrini che alimentando una palude malsana, garantivano al drago il suo ambiente ideale. La sua presenza impediva agli abitanti delle due città di incontrarsi, se non a loro rischio.A liberare i cittadini dal pericolo fu il santo alessandrino Leucio, che raggiunse la tana del drago, lo nutrì per tre giorni di carne rendendolo sazio, lo incatenò e dopo sette giorni di supplico lo uccise con la spada. Ne conservò il sangue, utilizzato per la popolazione a scopo terapeutico, e conservò una costola, consegnata ai cittadini perché serbassero memoria dell'accaduto. 
Altre versioni della leggenda vogliono che avvenne un combattimento tra Leucio e il drago sul colle dove il mostro morì, e dove il santo volle che venisse eretta una chiesa in memoria del prodigio, oggi Duomo di Atessa. Un'altra versione ancora della storia vuole che il gigantesco drago sarebbe stato ritrovato morto dinanzi alla chiesa dei Basiliani, che sorgeva nella zona di Piazza Centrale (oggi Piazza Benedetti), comunque la forra venne colmata permettendo l'unione delle due città, e sul colle venne eretta la Cattedrale, in corrispondenza del buco dove viveva la bestia.
La leggenda del drago è riportata nelle storie di Giovanni Pansa: "Miti, leggende e superstizioni dell'Abruzzo" (1924), il quale accolse la versione conservata dallo scrittore atessano Domenico Ciampoli, che trascrisse il racconto orale da una tale Ernesta Miscia del 1909. Pansa racconta di come la costola, prima di essere posta nel reliquiario attuale, pendesse da una delle travi del soffitto. La leggenda descrive anche la grotta del drago, avente bocca nel vallone di San Giovanni (oggi appunto Piazza Benedetti), con un cunicolo che attraversava tutto l'Abruzzo, e che presso località Ritifalco si estendesse un bosco irto di spini. Il drago sarebbe vissuto in quel bosco, ma data la scarsità di selvaggina, pecore e capre, iniziò a divorare uomini, uno al giorno.
La costola del drago tuttavia, con studi approfonditi, proverrebbe da un ossario di enormi dimensioni rinvenute in località Valdarno, forse risalenti agli elefanti che Pirro portò in Italia per la battaglia di Benevento, oppure dal transito stesso di Annibale in Abruzzo per combattere contro Scipione Africano, dato che resti simili sono stati ritrovati anche a Ortona. Altre ipotesi hanno dirottato l'attenzione sul versante marino, ritenendo che l'osso possa essere appartenuto a un Misticeto ossia un cetaceo del sottordine delle balenottere, data l'analogia della presenza di ossa marine in altre parti entroterra dell'Italia, e che dunque tale osso sarebbe antico di milioni di anni, quando la Penisola si trovava ancora in gran parte sotto il livello del mare. Lo stesso Giovanni Pansa nel racconto è scettico, attribuendo l'invenzione del mito al fatto che Atessa ancora nei primi del Novecento si presentasse come un monte a controllo di una vallata costantemente soggetta a straripamenti e ad allagamenti del Sangro, le cui paludi sprigionavano pericolose febbri malariche.

### Le invasioni barbariche e l'infeudamento

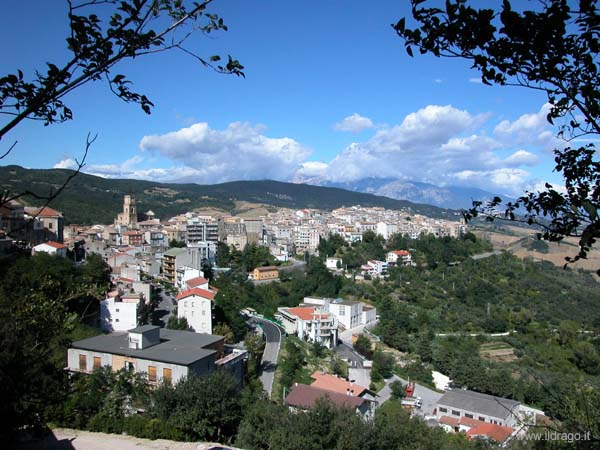
Veduta di Atessa dal Colle San Cristoforo

Nonostante fosse situata in una zona appartata quasi avulsa dai problemi del tempo, con le invasioni barbariche il borgo visse un periodo di instabilità fino a quando nel VI secolo i Longobardi invasero l'Abruzzo e vi imposero i loro ordinamenti. Quando i Longobardi giunsero nell'Italia centro-meridionale crearono il Ducato di Spoleto e di Benevento e proprio a quest'ultimo fin dall'Ottocento appartenne Atessa. Con l'avvento dei Franchi, passò sotto quello di Spoleto fino all'XI secolo.
Le vicende del Castrum Athyssae, già prima della fondazione longobarda, si hanno dal VI secolo circa, quando presso il Monte Pallano sorse il monastero benedettino di Santo Stefano in Lucana, che diventerà uno dei più importanti della zona ancor prima dell'abbazia di San Giovanni in Venere, citato nel Chronicon Vulturnense e nel Chronicon Farfense. I conventi sorti nella zona erano San Mauro Vecchio per Bomba, San Comizio per Archi, Santa Maria di Sambuceto (Bomba), Santo Stefano in Lucana di Tornareccio. Quest'ultimo si trovava in località Colle Centuomini oggi detto anche Santo Stefano, e faceva risalire, secondo le cronache, le sue origini alle prime persecuzioni cristiane durante il tardo Impero Romano, cioè che i martiri atessani avessero dei legami di parentela con il primo martire della Chiesa, al punto di dover fondare un monastero in memoria dell'accaduto. Il convento risale all'VIII secolo, e all'epoca della redazione della cronaca dell'abbazia di Farfa era già molto ricco, quando venne affidato alla sua giurisdizione, come riportato dal cronista Gregorio di Catino (1062-1133), il quale riporta ...quoddam monasteriolum situ in finibus Theatinae sive Vocitanae in loco eius vocabulum est Lucana et constructum in honorem Sancti Stephani protomartiris, con tutti i suoi possedimenti, ossia il castello di Atessa e le chiese di Santa Maria di Carapelle, San Marco sotto il Castello, Santa Maria di Capragrassa e San Silvestro.
Nell'832 Lotario I firmò la donazione del monastero a Farfa, ratificata nel 967 da Ottone II. In un documento del successore Ottone III si cita Atessa con 47 "curtes", ossia uno dei castelli più grandi della Contea Teatina. Quando anche Chieti cadde sotto Pipino il Breve nelle mani dei Longobardi, al governo della città si insediarono gli Attonidi, con capostipite Attone I, i quali governarono anche Atessa, a partire dal X secolo. Fino alla venuta dei Normanni gli Attonidi dominarono gran parte della vallata del Sangro, grazie alla lungimiranza di sagge unioni matrimoniali, anche con i vicini conti dei Marsi, che avevano la sede del potere a Celano, e raggiunsero tanto prestigio che l'attonide Trasmondo con decreto di Ottone III nel 983 divenne duca di Spoleto. In questi anni si verificarono anche gli attacchi degli Ungari e dei Saraceni, e così le storiche abbazie che avevano il controllo di gran parte dei feudi di Atessa caddero in decadenza, venendo puntualmente acquistati dagli Attonidi, che consolidarono la loro ricchezza. L'ultimo abate di Farfa che governò Santo Stefano in Lucana fu Pietro, fino al 928 secondo Gregorio di Catino.
L'abbazia ebbe per qualche secolo grande potere sulla vallata, dato che nel 1027 il conte Attone figlio di Trasmondo concesse al suo governo la chiesa di San Leucio, insieme ai casali di San Leuterio, Casale Rinforzato, Casalvecchio Casale Sant'Amico. La chiesa di San Leucio fu fondata, secondo il Bartoletti, nell'847, e in un documento dell'871 si parla di un procedimento giudiziario per alcune usurpazioni, che porteranno la chiesa ad essere amministrata dal monastero.

### La Chiesa secolare

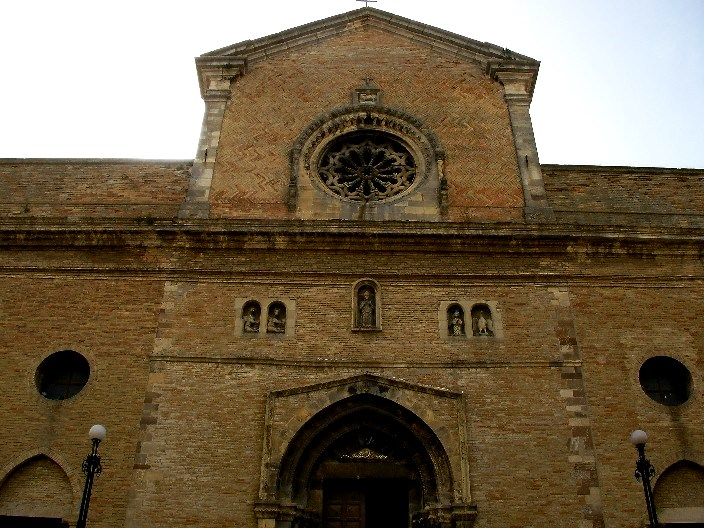
Facciata gotica del Duomo di San Leucio

Nel 1059 Atessa compare tra i possedimenti della Diocesi Teatina, come si legge in una Bolla di conferma dei privilegi ecclesiastici e territoriali inviata da Papa Niccolò II al neoeletto Vescovo Teatino Attone; poiché si tratta di un documento che "conferma" ciò che è già stato acquisito, si presume che il controllo della città e del suo territorio sia passato dall'autorità laica dei Duchi di Spoleto a quella ecclesiastica del Vescovo di Chieti nel corso della prima metà dell'XI secolo.
Nel 1076 la contea di Chieti fu amministrata dal conte Loritello, figlio di Roberto il Guiscardo. Nel 1140 l'Abruzzo andò in mano al normanno Ruggero II di Sicilia. In questo periodo la città medievale si andò sempre più sviluppando, con l'erezione di nuove mura fortificate e la fondazione di chiese, come quelle di San Giovanni, San Lorenzo e Santa Croce specialmente, che darà il suo nome a tutto il quartiere di Tixa, dove stava il castello medievale. Nel 1178 papa Alessandro III fece visita a Vasto, e giunse anche ad Atessa, dando ulteriori poteri alla chiesa di San Leucio, dandole il controllo sui castelli di Colledimezzo, Casalanguida e Carpineto Sinello. Secondo Tommaso Bartoletti per tale occasione sulla porte di San Leucio furono incise le chiavi apostoliche, simbolo che la città era sotto diretto interesse della Santa Sede, ragion per cui i cittadini in quel periodo furono vincolati a partecipare alla terza crociata.
La chiesa secolare ad Atessa rimase sino al 1811, quando per un riordinamento amministrativo delle diocesi italiane ed abruzzesi, la diocesi di Chieti ebbe la meglio, accorpando la collegiata di Vasto, e facendo sciogliere quella di Atessa, inglobandola nei suoi possedimenti.

## Basso Medioevo

### Gli Angiò e l'"Università libera"

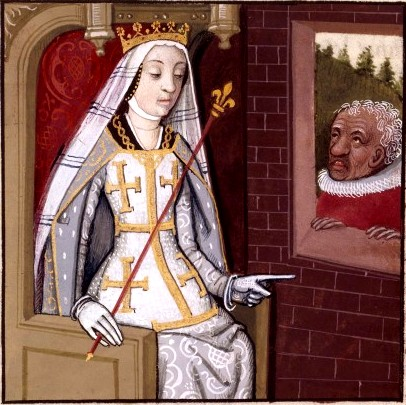
Giovanna I D'Angiò

Alla fine del Duecento L'ordine dei Celestini si espande anche in Atessa, Lanciano e Vasto, fondando dei monasteri. Quello di Atessa, dedicato a Santo Spirito, si trovava sul monticello di San Cristoforo o della villa comunale; tuttavia a causa della decadenza dell'ordine nel XVII secolo, già nella metà dell'Ottocento risultava scomparso o in grave stato di conservazione, parti vennero riutilizzate per costruire le case, sicché attualmente non rimane traccia.
Dopo la dominazione Normanna e Sveva, nell'Italia meridionale presero posto gli Angioini, giunti dalla Francia i cui re a cominciare da Carlo I concessero molte terre in feudo ai loro fedeli. Nel 1269 la città fu data al nobile francese Radulfo di Cortinacio e nel 1302 a Ademario Maramonte, altro signore francese che oppresse i cittadini suscitando in loro la tensione necessaria a far scoppiare una violenta insurrezione nel 1303 in cui fu incendiato il suo palazzo e i suoi poderi devastati; il signore fu trascinato per le vie del paese e massacrato dalla folla.
Grazie all'ingente somma di duemila once d'oro che la Città offrì al fisco, nel 1305 ottenne il condono dei reati commessi e il privilegio di passare al regio demanio, sottraendosi alla servitù feudale e diventando "Università libera" con propri statuti municipali. Tale rimase fino al 1348 quando la regina Giovanna D'Angiò la donò al conte Lalle Camponeschi, aristocratico aquilano nominato nel 1350 conte di Montorio e di Monteodorisio.
Durante il periodo angioino si verificò un fatto singolare ad Atessa: quando la città fu data in feudo ad Ademanio Maramonte, cadetto di Carlo II, costui esercitò il controllo autoritario con violenza e soprusi. Nel 1303 scoppiò la rivolta, il popolo riuscì a catturare Maramonte, legandolo per i piedi a un carro che fu lanciato in corso per le principali vie della città, dilaniando il corpo del signore feudatario. Il suo palazzo di potere fu dato alle fiamme, e Carlo concesse il perdono anziché rispondere con le armi, dando un nuovo signore più mite nel gestire l'amministrazione. Un fatto simile accadde nella vicina Lanciano, quando a causa dei soprusi del baronetto, Carlo II decise addirittura di incamerare la città nel Demanio Regio, e di istituire la figura del signore delle feste: il mastrogiurato (1304).
Nel 1322 una banda di predoni razziò buona parte del bestiame dei contadini atessani, e si asserragliò nella vicina fortezza di Roccaspinalveti Vecchia. Gli atessani andarono in guerra contro la Rocca, ma al primo assalto furono costretti a ritirarsi con tre morti; in seguito però al fortezza fu espugnata. L'intero villaggio fu messo a ferro e fuoco e gli atessani in segno di sfregio verso gli abitanti saccheggiarono le chiese e portarono in città come trofeo dura campane dalla chiesa di Santa Vittoria.

### Gli Aragona

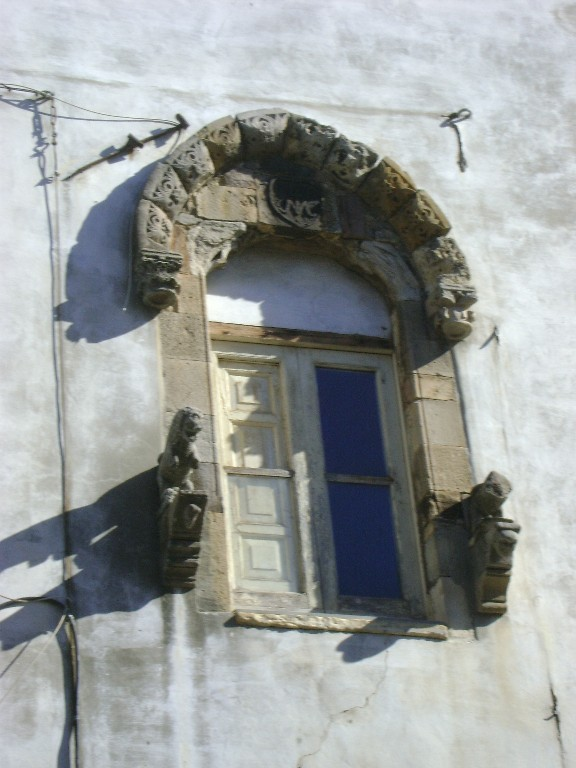
La finestra gotica-pugliese della casa De Marco (forse l'antico castello o palazzo del governatore regio), datata 1488, attribuita da alcuni storici locali alla scuola lancianese del Petrini, l'unico resto dell'antico castello di Atessa menzionato nel Regesto di Farfa risalente al IX secolo

Dal 1348 Atessa appartenne al Conte di Monteodorisio ma, per l'aiuto prestato durante le vicende belliche, il re Alfonso I la donò a Paolo di Sangro.  Nel 1423 scoppiò la guerra tra Giovanna II D'Angiò e Alfonso V d'Aragona e il territorio atessano fu funestato dal passaggio delle truppe di Muzio Attendolo Sforza con Braccio da Montone e di Jacopo Caldora. Al termine della guerra, nel 1442 gli Angiò furono definitivamente espulsi dal Regno di Napoli, sostituiti dagli Aragona. Alfonso donò Atessa appunto a Paolo di Sangro insieme ad Agnone.
Dal 1478 al 1507 tornò ad essere una città del regio demanio, assegnata in dote da re Ferdinando I alla consorte Giovanna. A prenderne possesso in nome della regina fu lo stesso suocero del re, Bartolomeo Veri. In questo periodo la Chiesa Prepositurale di Atessa con sede in San Leucio, iniziò ad essere oggetto di contestazione da parte della Diocesi di Chieti, che intendeva minarne il prestigio e l'autonomia. Un'altra lunga controversia si risolse riguardo alla municipalità di Tornareccio, che chiedeva l'autonomia dopo che dal X secolo si era formato un insediamento di pastori alle pendici di Santo Stefano in Lucana. Il distaccamento avvenne nel 1498, tuttavia fino al Novecento si consumò un'accanita battaglia burocratica per le pretese degli abitanti di Tornareccio sulle campagne circostanti, in merito alla ripartizione territoriale del nuovo comune. Nel 1456 anche Atessa fu colpita da un forte terremoto che si verificò nel Sannio, danneggiando zone ampie come Campobasso, Isernia e perfino Sulmona.

## Epoca moderna

### Il Cinquecento e il Seicento
Agli inizi del XVI secolo, il possesso del Regno di Napoli fu conteso dagli Angioini e dagli Aragonesi. La disputa si risolse con la vittoria di questi ultimi e così re Ferdinando il Cattolico (1507), per ringraziare dei servizi prestati nella guerra contro la Francia, concesse il "dominio utile" di Atessa a Fabrizio Colonna, appartenente ad una potente famiglia patrizia romana. Vedendosi perdere di nuovo la libertà, il popolo atessano accolse i rappresentanti del Colonna con una violenta ribellione, a cui non bastarono le minacce di rappresaglia per porvi fine ma fu necessaria un'offerta di quattromila ducati d'oro. Per tre secoli Atessa rimase sotto la famiglia Colonna, fino a quando Giuseppe Bonaparte e Gioacchino Murat fecero abolire la feudalità nel Mezzogiorno d'Italia.
Tra le varie sventure, oltre alle minacce di pagamento dei Colonna, si verificarono terremoti e carestie, nonché epidemie di peste (1525, 1530, 1570, 1657). Con l'imperversare del banditismo, Atessa era anche obbligata a fornire rifornimenti all'esercito regio che pattugliava il territorio. Nel 1596 il comune si indebitò enormemente per far fronte all'ennesimo intervento dell'esercito contro i banditi, e gli amministratori, non avendo più nulla da ipotecare, vendettero i loro beni privati. Nel 1663 il Comune si umiliò a chiedere prestiti anche a creditori stranieri, rischiando più volte il tracollo finanziario. In quest'epoca, nonostante i problemi finanziari, le famiglie più abbienti approfittarono del basso tasso d'interesse per speculare sulla costruzione, realizzando a basse prezzo dimore signorili, mentre nell'ambito religioso si svilupparono varie confraternite per dedicarsi al sostegno della popolazione meno abbiente. Nel 1636 si verificò una forte pestilenza, che secondo la leggenda per intercessione di San Cristoforo non mieté numerosi morti, ragion per cui su un monticello che sovrastava la piazza del mercato del bestiame, oggi Piazza Garibaldi, venne eretta una colonna votiva nel 1657.

### La riconquista dei Borbone

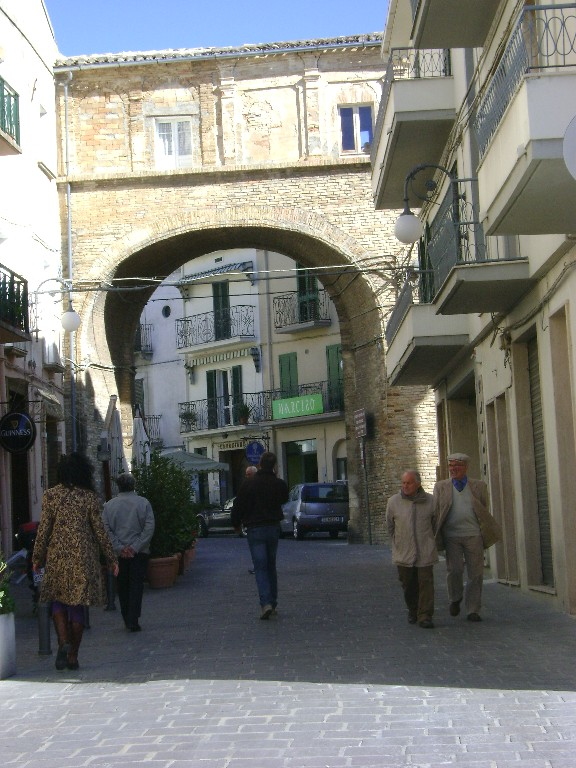
Arco 'Ndriano o Porta nuova di San Nicola, l'esempio massimo della riqualificazione urbanistica nel Settecento

Nel XVIII secolo, dopo la caduta del nefasto impero spagnolo (1713), il Regno di Napoli riconquistò la propria indipendenza con i Borbone con il re Carlo III, a cui successe una rinascita della vita cittadina atessana. Migliorarono anche le condizioni economiche del Comune e, di conseguenza, le condizioni di vita degli abitanti. Nel 1764 si verificò una carestia, ma minacciò l'equilibrio ristabilito. Con la nuova ripresa di circolazione di moneta, le amministrazioni misero in pratica vari interventi di riqualificazione urbana, come l'istituzione di scuole pubbliche, il semi-smantellamento delle mura, come il caso unico della demolizione e ricostruzione ex novo di Porta San Nicola, il miglioramento delle strade trafficabili, e interventi di bonifica nelle contrade della vallata.
Per questo aumentò col tempo anche la popolazione: 2.764 unità nel 1723, passando a ben 5.500 unità nel 1797, e ciò è uno dei motivi per cui le vecchie mura furono smantellate, consentendo alla gente di costruirci sopra delle case. Una nuova grave carestia, in cui vennero a mancare completamente le derrate alimentari si verificò nel 1776, e il Comune fu costretto a comprare i viveri da città limitrofe, i prezzi aumentarono, e si rischio la speculazione finanziaria con la svalutazione dei prezzi del pane.
Nel corso del Settecento, lo storico Bartoletti riporta un curioso fatto di cronaca riguardante la Chiesa della città. Essendo state fondate dal Seicento numerose confraternite, non sempre correvano buoni rapporti tra i normali prelati e i monaci dei conventi dentro le mura della città, come quello più prestigioso dei Domenicani. Capitò che un monaco domenicano insultò il prelato di Santa Giusta don Michele Carunchio, il quale ne approfittò per vendicarsi il giorno della festa del Santissimo Salvatore, in cui i Domenicani portavano in processione per la città la statua del santo dalla loro chiesa. All'altezza della chiesa di Santa Giusta, fuori la Porticella di San Michele, don Michele sbarrò la strada con delle panche, impedendo il continuare della processione fino al quartiere Santa Croce. Bartoletti riferisce che il monaco frate Raimondo si scagliò contro don Michele, scatenando una rissa con altri monaci, coinvolgendo anche gli abitanti. In seguito a ciò la diocesi divenne più severa nei confronti dei Domenicani, appurato che non avevano tutti i permessi per celebrare tale ricorrenza.
Nel 1718 venne resa ufficiale la prima festa dei Santi Patroni di Atessa da parte delle amministrazioni comunali, che fissarono la data iniziale al 16 agosto, vedendo l'importanza anche economica, oltre che religiosa, istituendo 4 giorni di festa con relative fiere del bestiame dei contadini delle campagne circostanti.

### Fatti civili nel Settecento

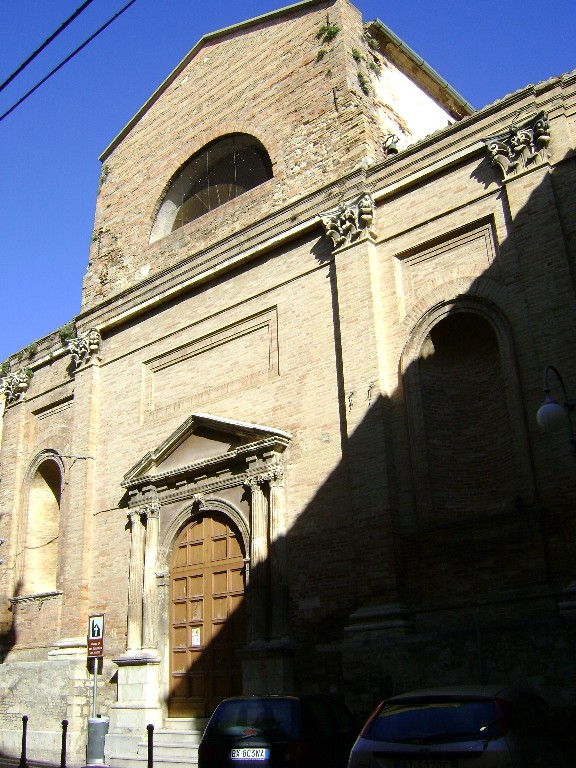
Chiesa di San Domenico, dove avvenne il prodigio della famiglia Coccia

Nel corso del 1772 ad Atessa divennero sempre più potenti gli schieramenti politici per le amministrazioni della città, indipendentemente dalle classi nobili che avevano il controllo dei traffici commerciali, dei latifondi, e dei feudi. In quest'anno esplose una furiosa lite tra due partiti dei "plebei" e dei "despoti", del ceto medio-alto, per il controllo di Atessa. Sempre in quest'anno presso il convento del Carmine (oggi chiesa di San Rocco), giunse il frate Giuseppe D'Alesio, il quale riuscì a conciliare le due fazioni politiche. Con una cerimonia pubblica il frate fece sfilare i due capi delle fazioni opposte in camice bianco, scalzi, e con la corona di spine sulla testa, flagellandosi la schiena con delle fruste. La processione dei penitenti terminò proprio sul sagrato della chiesa del Carmine, con una riconciliazione generale, e l'impegno di amministrare nel miglior modo possibile la città.
Nel 1768 morì un giovanetto della famiglia Coccia, stanziata nell'attuale Palazzo Coccia Ferri, e venne sepolto nella chiesa di San Domenico. Circa cent'anni dopo durante i restauri della chiesa, riferisce Bartoletti, venne trovata la bara, e venne scoperta. Il corpo del ragazzo era perfettamente intatto, conservato fisicamente, insieme ai vestiti, stringente tra le mani un rosario. Il corpo per circa un mese venne esposto alla venerazione dei fedeli, e successivamente fu ritumulato con solenni onori e targhe commemorative nella cappella del Santissimo Rosario.

### La Repubblica Partenopea e la rivoluzione francese
Nel 1799 due importanti avvenimenti si susseguirono rapidamente nell'Italia meridionale: la proclamazione della Repubblica Partenopea, dopo l'occupazione da parte delle truppe francesi del Regno di Napoli e la restaurazione del governo monarchico borbonico. Come altri centri del Mezzogiorno, Atessa fu coinvolta nelle vicende di quell'anno, vivendo giornate drammatiche. Una sommossa generale del popolo precedette l'ingresso dei soldati francesi in Città. Gran parte dei rivoltosi era composta da contadini, che si abbandonarono a saccheggi ed eccidi, a danno dei "signori" del primo ceto, accusati di essere sostenitori delle nuove idee dei francesi, che ai loro occhi apparivano come sovvertitori dell'ordine costituito e nemici della religione.
Non si trattò di un caso isolato, perché in quest'anno rivolte simili si ebbero a Vasto, con l'istituzione della "Repubblica" sulla scia delle "repubbliche sorelle", e anche a Lanciano. L'instabilità politica delle città, in mano alla plebe con esercito di mercenari e sbandati nonché fuorilegge evasi dal carcere, richiese più volte l'intervento francese del generale Championnet, nonché del prefetto di Chieti. La rivolta popolare ad Atessa si accanì specialmente verso i nobili e verso i cittadini benestanti sospettati di simpatizzare con i francesi, venne assediato il Palazzo Cardona, Casa Massangioli, il casale degli Spaventa: vennero incendiati gli archivi notarili, saccheggiate le suppellettili e il bestiame delle masserie feudali delle campagne. La nobiltà rispose con le armi, facendo appello al comandante Gennaro Codagnone, il quale riunì il consiglio in un casale a Montemarcone, preparando la ripresa della città. L'operazione riuscì, grazie all'appoggio francese, e in città fu ristabilito l'ordine, dopo alcune esecuzioni capitali e imprigionamenti dei capi dei rivoltosi.
A spegnere definitivamente i focolai di una nuova rivolta, fu l'operazione francese recata con l'appoggio degli atessani contro Guardiagrele il 25 febbraio 1799, che rifiutava in ogni maniera la resa all'esercito, che venne saccheggiata e bruciata.

## L'Ottocento

### Periodo pre-unitario
Nel 1806 con le leggi napoleoniche i Borbone furono cacciati da Napoli, e nel 1815 il trono partenopeo passò da Giuseppe Bonaparte a Gioacchino Murat. Atessa in parte, con le leggi di abolizione del feudalesimo, si poté liberare dell'oppressione nobiliare dei Colonna, anche se agli ex feudatari fu riconosciuto un credito di 6.500 ducati. Con le varie riforme, Atessa divenne un circondario del Distretto di Vasto, nell'Abruzzo Citeriore, con capoluogo Chieti. L'amministrazione comunale venne composta da un decurionato composto dai cittadini più facoltosi.- Le terre espropriate ai nobili entrarono nel demanio comunale e vennero ripartite in affitto ai contadini e massari più ricchi, con conseguente sviluppo della prima borghesia rurale italiana e atessana. Nel 1814 venne istituita una scuola gestita dai monaci con sviluppo di studi a carattere umanista.
Nel 1817 una nuova carestia indebolì economicamente la città, e molti contadini persero il controllo sulle terre rese infruttuose.

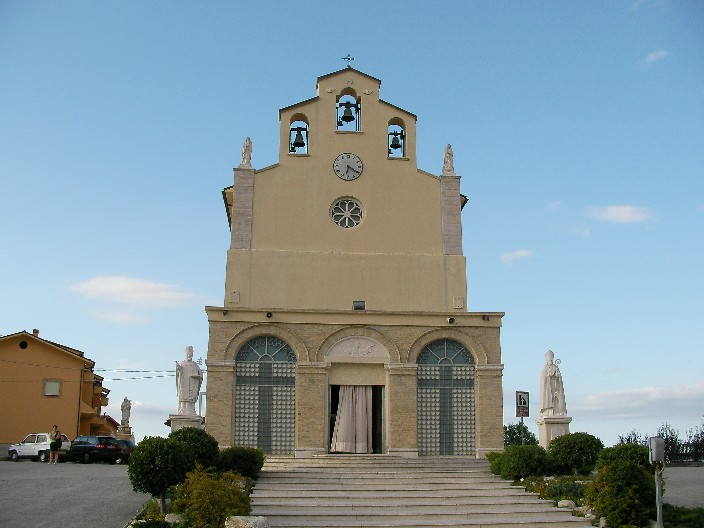
La chiesa di San Vincenzo a Montermarcone, eretta nel 1850 dai popolani, e ristrutturata ampiamente nelle attuali forme

Nel 1811, dopo una plurisecolare disputa teologica, con il decreto "Nullius", la prepositura di San Leucio venne annessa alla Diocesi di Chieti. Le pretese della diocesi teatina verso i benefici delle prepositure nullius diocesis di Atessa (cioè che non dovevano rispondere a nessuna diocesi della Santa Sede se non al Vaticano stesso), iniziarono già nel XVI secolo. Nel 1568 il vescovo di Chieti Marcantonio Maffei fu costretto alla fuga verso Tornareccio perché minacciato di morte da una sollevazione popolare, e di lì a poco si dimetterà dall'incarico. Nel 1811, grazie anche al decreto di Murat sui monasteri, Chieti ne approfittò per smantellare il prestigio ecclesiastico di Atessa, annettendo anche le prepositure della vicina Vasto, le cui massime prepositure di San Pietro e Santa Maria Maggiore erano state annullate da Giuseppe Bonaparte.
Dal 1830 al 1860 furono messi in atto altri piani di sviluppo urbanistico, con la creazione di una strada carrabile fino al convento di Vallaspra, la realizzazione del cimitero civile presso il vallone Santo Spirito, sotto il colle San Cristoforo, mentre la popolazione fino alla vigilia dell'Unità raggiunse oltre le 9.000 persone.
Nel 1850 a Montemarcone si inaugurò il cantiere della nuova chiesa di San Vincenzo Ferrer, poiché gli abitanti da tempo si trovavano senza una chiesa, poiché la storica parrocchia di San Silvestro era andata in rovina. La popolazione, dato che mancava il materiale per l'edificazione, si dispose in una fila lunga chilometri lungo il Sangro, prelevando i blocchi di pietra per farli arrivare sul colle più alto della contrada, per porre le fondamenta della nuova chiesa. Il sentimento di devozione verso San Silvestro, la cui statua fu conservata dentro la nuova chiesa, si tramutò anche in occasione economica per la città con l'istituzione di grandi fiere del bestiame durante la festa patronale del villaggio.
Nel 1852 venne istituito ad Atessa il primo ospedale civile nell'ex convento del Carmine, cioè la chiesa di San Rocco in piazza: i medici Ignazio De Marco e Daniele Rossi dettero la loro eredità all'amministrazione comunale affinché l'ex convento fosse adibito a casa di cura. Anche altri medici, chirurghi e farmacisti della città prima del 1852 si impegnarono per la realizzazione dell'ospedale intitolato a "San Francesco d'Assisi", che rimase nella sede vecchia di Piazza Garibaldi fino agli anni '30, quando venne realizzata una seconda struttura presso Colle San Cristoforo, distrutta dalla guerra, fino all'inaugurazione attuale del nuovo polo ospedaliero "San Camillo de Lellis" presso il cimitero nuovo.

### L'Unità d'Italia e il brigantaggio

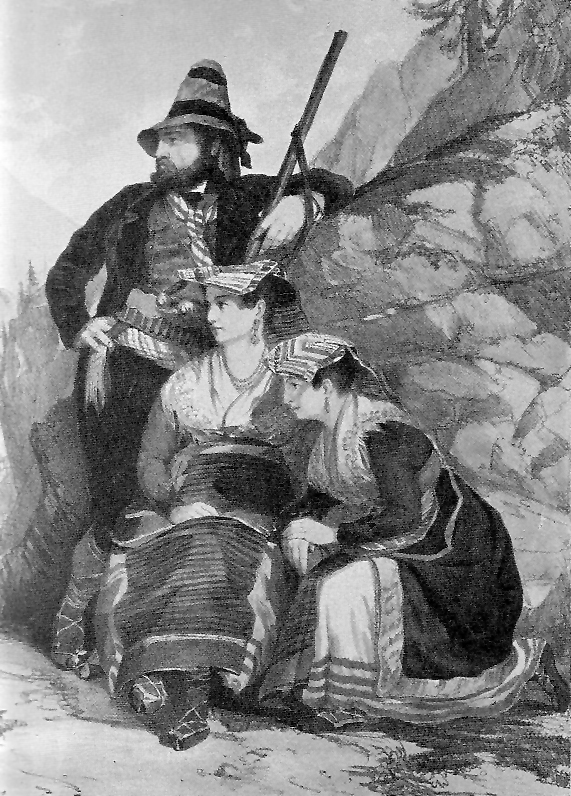
La famiglia di briganti di Thomas Allon

Dopo l'annessione del Regno di Napoli all'Italia nel 1861, Atessa divenne un comune prevalentemente legato alla vicina Lanciano. Già prima del 1861 anche ad Atessa si ebbero piccoli focolai di ribellione ai Borbone, con circoli di carbonari, che presero parte ai moti del 1821 e del 1848, partecipando attivamente e intellettualmente alle riunioni dei giornali che si tenevano a Vasto e Lanciano. Attività principale fu l'agricoltura. Nel periodo fascista Atessa fu accorpata a Lanciano con un podestà.
Dopo il processo di unificazione però Atessa fu funestata dal fenomeno del brigantaggio postunitario, i cui massimi esponenti furono Domenico Valerio, Policarpo Romagnoli, Giuseppe Delle Donne, Luzio Colonna. Il fenomeno ad Atessa iniziò nel 1866 con sequestri di persona, minacce, ricatti, devastazione dei campi, furti di cibo e animali.
- Nel maggio 1866 Policarpo Romagnoli fece giungere a Carlo di Marco una lettere di minacce che richiedeva 1000 piastre. La lettera però fu scritta dal bandito Nicola Natale.
- Nell'agosto 1866 10 briganti raggiunsero Palena dove si trovavano i pascoli di Luigi Cardone, raccogliendo dei volontari. La banda si formò ufficialmente, capitanata da Domenico Valerio e Policarpo Romagnoli. Fu catturato il massaro Ignazio d'Onofrio e alla famiglia fu spedito un biglietto di richiesta di riscatto di 5000 ducati. La famiglia riuscì a pagarne solo 100, che consegnò a un garzone. Policarpo per reazione recise l'orecchio destro del prigioniero intimando al ragazzo di consegnarlo ai familiari. Questi sborsarono circa 3.500 ducati, inutilmente, perché d'Onofrio riuscì alla fine a liberarsi e a scappare a casa.
- Il 23 settembre Nicola Martelli di contrada Piazzano veniva catturato dai briganti Leonardo Natale e Vincenzo Rucci, che lo legarono, gettandolo in un fosso di contrada Riguardata, finché non fu pagato il riscatto di 250 piastre.
- La notte del 2 settembre 40 briganti penetrarono in varie masserie catturando i contadini Cesare di Pasquale, Gaetano Ranalli, Nicola d'Ercole, Giovanni Pasquale e Luca Ranalli e vennero tenuti chi per 3 giorni, chi per 11, finché non vennero pagati i riscatti di qualche centinaio di ducati.
- Il 9 settembre dei briganti penetrarono nella masseria di Teresina Genni in contrada Piano Vacante, minacciando la distruzione della casa col fuoco se non avesse sborsato all'istante 400 piastre.
- Il 10 settembre 1863 dei briganti giunsero nella casa di Nicola Rancitelli estorcendo 412 lire sotto minaccia dell'incendio dell'abitazione.
- Il 2 novembre 1863 i briganti Pasquantonio Giannico e Luzio Colonna andarono alla masseria di Francesco de Maulo, accusato di essere una spia del nuovo governo, fu portato in Piana Osento e fucilato.
- Il 14 febbraio 1864 il brigante Giuseppe Delle Donne andò in casa di Ignazio Intilangelo e con l'inganno lo condusse fuori, e venne ritrovato qualche ora più tardi cadavere con 27 pugnalate.
- Il 29 maggio 1864 il ragazzino Pasquale Tano incontrò in contrada Pili il brigante Giuseppe Cellucci, il quale lo minacciò di essere una spia del governo insieme alla famiglia, e fu freddato da colpi di trombone. Il brigante infierì anche sul cadavere in particolare sulla faccia del ragazzo, scatenando i primi sentimenti di ribellione popolare contro il fenomeno dei malviventi.

Fino al 1866 il brigantaggio di Atessa si espresse con rapine, sequestri di persona e omicidi efferati senza preciso motivo per estorcere denaro o per vendette causate dall'estrema povertà della popolazione, o semplicemente per diletto. Il 20 marzo 1866 veniva catturato Giovanni Marcucci guardaboschi di Tornareccio da Vincenzo Rucci, il quale presso Bosco Due Acque lo seviziò e infine uccise con colpi di scure, mettendo le sue viscere in ornamento sulla fronte, per scherno.
Nel 1867 i principali capibanda dei briganti di Atessa furono catturati dall'esercito piemontese, condannati al carcere o a morte.

### Il piano regolatore

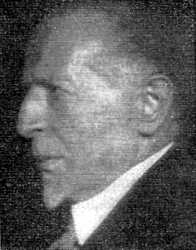
Domenico Ciampoli

Gli interventi del dopo Unità ad Atessa si concentrarono sull'ammodernamento del corso, intitolato a Vittorio Emanuele II, del Largo Fontana (ex Largo San Lorenzo) attuale piazza Oberdan, della Piazza Garibaldi e del Colle San Cristoforo. Il 28 settembre 1873 presso l'attuale Piazza Guglielmo Oberdan (che cambiò tale intitolazione nel periodo fascista) o Largo Fontana venne inaugurato l'acquedotto pubblico con vasca monumentale a pianta circolare, destinata a fornire l'acqua alla gente, alle contadine, e ai venditore del pesce nello slargo. Oltre alla grande utilità, vista l'inadeguatezza delle vecchie fonti situate a ridosso delle mura, come Fontane Vecchie o Fonte Grande, la piazza divenne luogo di ritrovo pubblico e punto d'incontro per i traffici della merce proveniente dal mare, mentre il mercato del bestiame e le botteghe degli artigiani si tenevano in Piazza Garibaldi.
Il piano regolatore previde la quasi totale demolizione delle mura, già avviata nel Settecento, con la costruzione delle case-fortificate, l'ammodernamento delle strade di comunicazione. Si portò a compimento, con l'acquedotto, anche un primo intervento delle fognature, per garantire l'igiene pubblica nei vicoli, una delle tante cause delle numerose epidemie di peste e di colera.
Dalle storie e dalle cronache si ha la descrizione dei vicoli della città dove razzolavano polli e stazionavano capre e mucche legate agli anelli di ferro, mentre per la vicinanza al tratturo, spesso i pastori percorrevano le vie della città con greggi di pecore, lasciando sporcizia, che prima del tardo Ottocento non rientrava nel programma di manutenzione regolare dell'igiene pubblica; così anche come il transito incontrollato dei maiali per le vie della città, descritto da Tommaso Bartoletti.

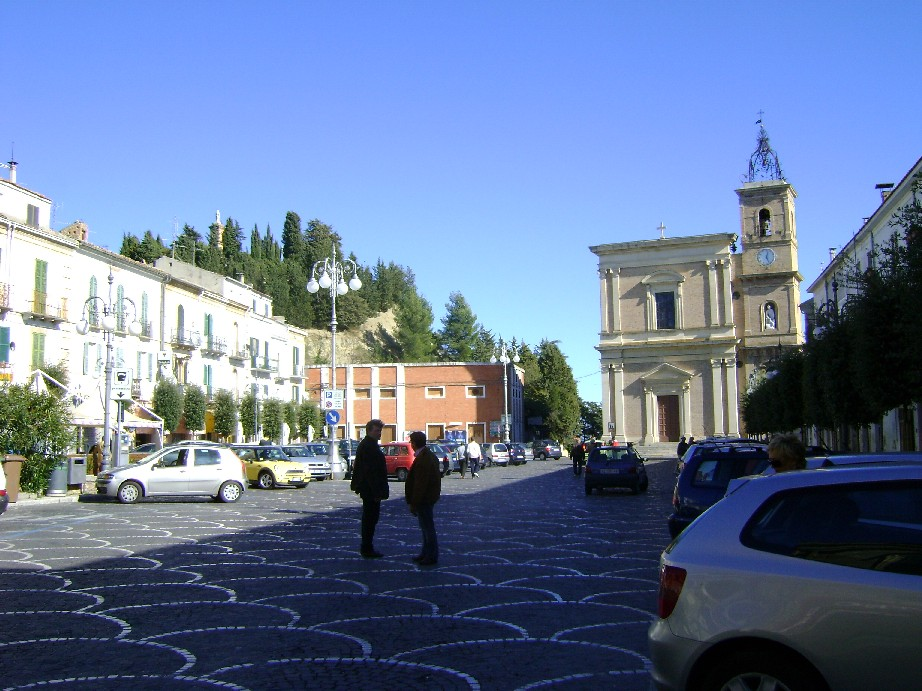
Piazza Garibaldi negli anni duemila

Grazie all'afflusso sempre più cospicuo di denaro in città, data la stabilità economica e politica del territorio, Atessa visse sino al 1915 un florido periodo, che interessò anche l'organizzazione dei festeggiamenti, come quello dei Santi Patroni del 1899, ricordato come uno dei più sontuosi della città, e specialmente l'avvio di attività intellettuali, come il fiorire di circoli letterari con artisti come Domenico Ciampoli, scrittore verista-naturalista sulla scia di D'Annunzio e Mezzanotte, il compositore di musica da banda Antonio Di Jorio, e la costruzione del teatro comunale presso l'ex convento dei Domenicani.
Tale teatro fu realizzato nella seconda metà dell'800, anche se però concluso solamente nel 1911, con ulteriori interventi di abbellimento, e classificato dal Ministero delle Finanze nel 1923 come uno dei principali teatri della provincia di Chieti.

## Il Novecento
Nel 1909 fu avviato ad Atessa il progetto d'illuminazione pubblica dalla ditta di Tito Codagnone. Il progetto andò spedito senza intoppi, come era avvenuto per il teatro pubblico, e venne molto apprezzato dai cittadini. In questo periodo crebbe ancora di più la celebrazione rituale dell'Ascensione della Vergine sul colle di San Cristoforo, dove si trovava la chiesa votiva. Nel 1905 il convento di San Giacinto o delle Clarisse, oggi "Istituto Elementare De Marco - De Francesco", fu chiuso e adibito a scuola pubblica, tra le più importanti del circondario. In questi anni venne anche progettata la Ferrovia Sangritana che da San Vito Chietino sull'Adriatico avrebbe collegato i comuni lungo il fiume fino a Castel di Sangro. Il 7 dicembre 1913 venne inaugurata la tratta Archi-Atessa, con stazione in contrada San Luca, a una certa distanza dal centro vero e proprio di Atessa. Nel 1929 ulteriori lavori prolungarono la tratta ferroviaria fino a Piazza Oberdan, andati a rilento a causa della franosità del terreno scosceso.
Nel 1915, con l'entrata dell'Italia nella prima guerra mondiale, anche i giovani di Atessa furono chiamati alle armi, e i nomi dei caduti furono incisi in una lapide commemorativa negli anni '20, quando fu voluto il Monumento ai Caduti sulla facciata della chiesa di San Giovanni.

### Il fascismo
Con il fascismo ad Atessa si ebbero alcuni interventi di ammodernamento della città, di incoraggiamento del commercio locale. 
- 4 novembre 1923: inaugurazione in Piazza Centrale del Monumento ai caduti
- 11 novembre: inaugurazione del gagliardetto fascista
- 21 maggio 1924: conferimento della cittadinanza onoraria a Benito Mussolini
- 1926: costruzione del lavatoio di via Cesare Battisti
- 6 aprile 1927 insediamento nel comune del Podestà Ugo Marcolongo
- 9 settembre: concessione di un appezzamento di terra per l'Opera Nazionale Balilla in Piana Ciccarelli
- 1928: inaugurazione della strada Atessa-Paglieta
- 1930: spianamento del vecchio cimitero di San Cristoforo per la realizzazione del campo sportivo
- 1933: inaugurazione della villa pubblica sul Colle San Cristoforo
- 26 settembre 1933: terremoto registrato sulle pendici della Majella, con danni anche ad Atessa
- 8/11 ottobre 1934: disastrosa alluvione sulla piana di Piazzano, con distruzioni di case ed evacuati
- 1935: ampliamento di Largo Fontana, rinominata Piazza Oberdan
- 1935-6: imponenti lavori di restauro alla facciata della Cattedrale e del convento di San Pasquale
- settembre 1935: costruzione del ponte Atessa-Casalbordino sul fiume Osento
- 1937: completamento della fognatura urbana
- 1938: ultimazione dell'acquedotto pubblico

### Seconda guerra mondiale
Nei primi anni della seconda guerra mondiale, tra il 1940 e 1943, Atessa fu uno dei comuni dell'Abruzzo ad essere designato dalle autorità fasciste come luogo di internamento civile per profughi ebrei stranieri presenti in Italia. Gli internati furono circa 40, uno dei gruppi più numerosi nella provincia di Chieti. Dopo l'8 settembre 1943 e l'occupazione tedesca, cominciarono gli arresti e le deportazioni. Due saranno vittime dell'Olocausto tra gli ex-internati, tutti gli altri riuscirono a nascondersi o darsi alla fuga, raggiungendo le località già liberate dell'Italia meridionale. 
La guerra giunse ad Atessa con la precipitazione di un aereo (25 agosto 1943), pilotato dal tenente Renato Manzini, urtò un edificio presso Piazzetta San Nicola e si schiantò nel rione Sant'Antonio, morendo insieme ad altri passeggeri. I funerali si tennero nella chiesa di San Rocco. Il 3 settembre iniziò la guerra vera e propria con un combattimento aereo tra bombardieri statunitensi e velivoli italo-tedeschi con relativo abbattimento di diversi apparecchi, uno tra questi precipitò in contrada Sciola. Il 29 aprile 1944 fu fucilato l'antifascista Pietro Benedetti, sugli spalti del Forte Bravetta a Roma da un plotone della Polizia Italiana Africana, condannato per cospirazionismo dai nazifascisti.
Per il resto della guerra Atessa non fu direttamente coinvolta nelle operazioni belliche, nonostante i tedeschi facessero rifornimento coatto di viveri nei casali di campagna, come a Montemarcone e a Paglieta, venendo inseguiti dall'8va Armata Britannica di Bernard Law Montgomery lungo il fronte della linea Gustav. La tenacia del podestà Luigi Marcucci, voluto dal prefetto di Chieti, dichiara "città aperta", riuscì a evitare l'occupazione militare della città, lasciando che le battaglie e i bombardamenti si consumassero sulle campagne a ridosso del Sangro. Così Montgomery, ricacciati i tedeschi da Lanciano insieme all'aiuto americano, inseguì i nazisti percorrendo il fiume con un nuovo ponte, e mosse verso Casoli. Tuttavia i tedeschi nelle zone di Montemarcone, Piazzano, Saletti, costrinsero la popolazione a creare dei fortini per arrestare l'avanzata alleata, in alcuni casi usò la violenza, e dei casali furono incendiati. Nel 1943 inoltre avevano fatto in modo di interrompere ogni collegamento ferroviario con Atessa, facendo saltare il ponte. In quest'occasione un solo bombardamento notturno del 25 settembre recò alcuni danni alla città, tra i più evidenti lo sfondamento del tetto della chiesa dell'Addolorata, restaurato nel 1952.
Il 12 ottobre 1944 ad Atessa fu istituita la scuola media statale. Dopo un periodo di un anno di commissariamento comunale sotto il controllo della Prefettura di Chieti, nel 1946 si ebbero le libere elezioni comunali del dopoguerra. Benché Atessa non sia stata danneggiata dai bombardamenti, soffrì ugualmente le privazioni della guerra, con numerosi sfollati da accogliere.

## Storia contemporanea: anni '60 e periodo attuale
Nel 1948 Atessa iniziò a riprendersi dalla guerra, con l'inaugurazione del primo cinema Teatro Italia. Nel 1957 fu ripristinata la linea ferroviaria, e nel 1950 la prima costruzione di case popolari in viale Rimembranze.

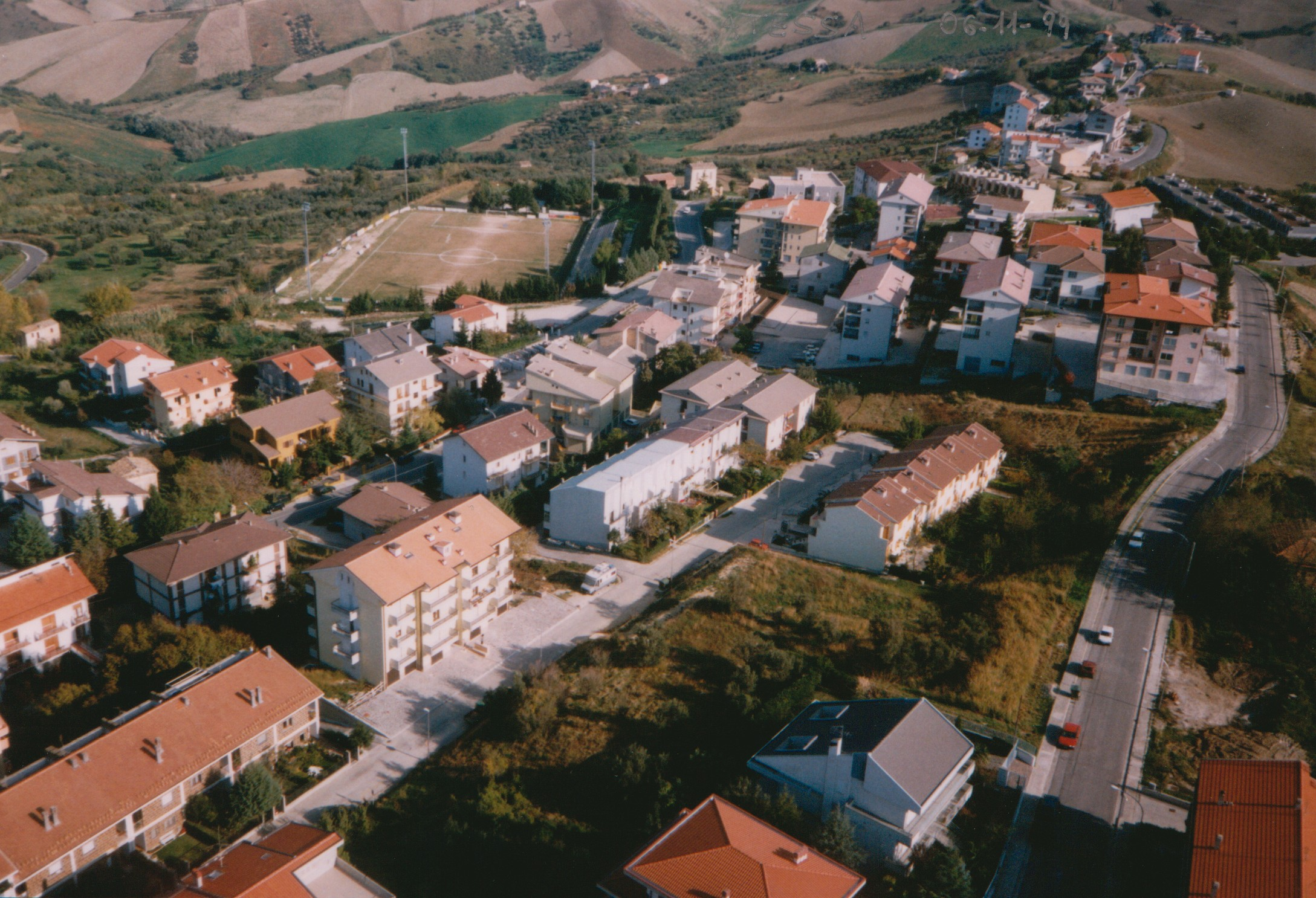
La moderna via Panoramica

Negli anni '60 Atessa iniziò a crescere di importanza economica con la costruzione di varie fabbriche presso la contrada di Montemarcone e Sant'Onofrio (di Lanciano): tra le più importanti industrie del comprensorio "Val di Sangro" vi sono la Honda e la Sevel. Tale industrializzazione servì per impedire lo spopolamento dei comuni rurali dopo la miseria della guerra.
Ad Atessa nel 1969 fu aperta anche una sede distaccata del Liceo classico "Vittorio Emanuele II" di Lanciano, chiusa poi nel 2012. Attualmente Atessa ha visto raddoppiare la popolazione da oltre 5.000 individui a circa 10.000. Oltre a essere sede del comprensorio industriale, è stazione agricola dei comuni della val di Sangro e del Sinello. Oltre all'economia di agricoltura e industria, si è sviluppata anche la vocazione turistica, dato che la città insieme ad altri comuni della piana è stata inserita nel comprensorio culturale "Terre del Sangro - Aventino"; e anche per la vicinanza al mare (Torino di Sangro e Fossacesia), lungo la costa dei trabocchi, e alla montagna (Tornareccio e il sito montano di Monte Pallano).